# Académie marocaine des études diplomatiques
 (février 2012).
L’Académie marocaine des études diplomatiques (AMED) est un centre de formation relevant du ministère des Affaires étrangères, de la Coopération africaine et des Marocains résidant à l'étranger.

## Historique
L’Académie marocaine des études diplomatiques est créée en vertu du décret n°2.11.103 publié le 11 avril 2011 modifiant et complétant le décret 294.864 publié le 20 janvier 1995 relatif à l’organisation du Ministère.
Le premier cycle de formation de l'ADEM a eu lieu en 2011.

## Organisation
Rattachée directement à Monsieur le Ministre des Affaires étrangères et de la coopération, l’Académie marocaine des études diplomatiques est composée d’une direction, de deux divisions et de quatre services :
- La division de la planification et des partenariats, chargée des questions pédagogiques, de la préparation et de la mise en œuvre du programme d’études et encadrement pédagogique des cadres stagiaires, comprend deux Services :
  - Le service du partenariat et des programmes de formation
  - Le service d’exécution des programmes de la formation
- La division des affaires générales, s’occupant de la communication et des questions logistiques et administratives, est composée de deux services :
  - Le service des affaires administratives
  - Le service des affaires financières

## Formation
L'ADEM est ouverte aux jeunes diplômés recrutés sur concours et aux juniors diplomates originaires de pays frères et amis sélectionnés par leur pays, en coordination avec les ambassades du Royaume du Maroc dans les pays concernés.
Le programme est constitué de cinq modules principaux, alternant à la fois théorie et pratique : la politique étrangère du Maroc, les relations internationales, le droit international public, l’étude approfondie du Maroc et la pratique diplomatique et consulaire.
La formation de base englobe aussi des cours de langues étrangères axés sur la communication et l’apprentissage des techniques de rédaction administrative et diplomatique. Des ateliers pratiques de formation sont organisés par l’AMED visant à inculquer aux nouveaux cadres du Ministère les compétences professionnelles relatives au métier du diplomate. Pour les participants internationaux, des cours d’arabe sont également offerts aux participants internationaux.
Des universitaires, des ambassadeurs et des hauts responsables du Ministère des Affaires étrangères et d’autres départements sont mis à contribution dans les diverses formations afin d’assurer une formation aussi bien pratique et polyvalente, qu’adaptée aux besoins de ce Département et des mutations des relations internationales.
La formation s’étale sur une année académique allant du mois de février/mars au mois de décembre, dont deux mois de stage pratique au sein d’une des directions du Ministère. Au terme de l’année académique, les cadres stagiaires intègrent les différentes directions du Ministère en fonction de leurs profils. La formation est clôturée, une fois le cursus réussi, par la délivrance d’un certificat des Études Diplomatiques.
Parallèlement à la formation initiale, l’AMED dispense une formation continue sous forme de séances de formation, d’ateliers et de journées d’études sur plusieurs thématiques en relation avec le programme mis en place. La formation continue est dispensée sous forme de modules de renforcement des compétences au profit du personnel du Département variant selon les besoins et les écarts à combler. Les ateliers de formation continue organisés par l’AMED consistent principalement en thématiques axées sur les bases pratiques relatives au métier du diplomate ainsi que des ateliers consulaires de la formation pré-mutation.

## Cycle international
Dans le cadre de la coopération SUD-SUD et dans le but de mettre en œuvre les mémorandums d’entente ainsi que les accords de coopération signés avec les différentes académies et institutions internationales, l’AMED offre des formations à la carte aux diplomates internationaux afin de bénéficier des programmes de formation, notamment en diplomatie, protocole, intelligence économique…etc.
Les formations à la carte ou spécialisées ont des durées variées et sont programmées selon les besoins en formation et les catégories ciblées.

## Partenariat
L’Académie a signé des Memoranda, comme décrit dans le tableau ci-dessous, avec plusieurs académies et instituts diplomatiques de par le monde et entend élargir et diversifier ses relations de partenariat et de coopération avec d’autres institutions similaires.
| Pays                       | Académie/institut | Rattaché à                                                                 |
| المملكة العربية السعودية   | معهد الدراسات الدبلوماسية | وزارة الخارجية للمملكة العربية السعودية                                    |
| Repùblica Argentina        | Instituto Del Servicio Exterior De la Nación (ISEN) | Ministère des Relations extérieures, du Commerce international et du Culte |
| Republic of Azerbaijan     | Azerbaijan Diplomatic Academy | Ministère des Affaires étrangères (Azerbaïdjan)                            |
| République du Bénin        | Ministère des Affaires Etrangères, de l'Intégration Africaine, de la Francophonie et des Béninois de l'Extérieur.                                                  | Ministère des Affaires étrangères (Bénin)                                  |
| Brasil                     | Instituto Rio Branco | Ministère des Relations extérieures (Brésil)                               |
| República de Chili         | La Academia Diplomática " Andrés Bello " | Ministère des Relations extérieures (Chili)                                |
| People’s Republic of China | China Foreign Affairs University (CFAU) | Ministère des Affaires étrangères (Chine)                                  |
| República de Colombia      | Academia Diplomática Augusto Ramírez Ocampo | Ministère des Affaires étrangères (Colombie)                               |
| Croatie                    | Diplomatic Academy | Ministry of Foreign and European Affairs                                   |
| Republic of Czech          | Diplomatic Academy | Ministère des Affaires étrangères (Tchéquie)                               |
| República Dominicana       | La Escuela Diplomática y Consular | Ministerio de Relaciones Exteriores de la República Dominicana             |
| République française       | L'École nationale d'administration (ENA) | École nationale d'administration (France)                                  |
| République du Gabon        | Ministère des Affaires Etrangères, de la Coopération Internationale, de la Francophonie, Chargé du NEPAD et de l'Intégration Régionale de la République Gabonaise. | Ministère des Affaires étrangères (Gabon)                                  |
| Republic of India          | Foreign Service Institute | Ministère des Affaires extérieures (Inde)                                  |
| Republic of Kazakhstan     | Academy of Public Administration | President of Republic of Kazakhstan                                        |
| Republic of Korea          | Korea National Diplomatic Academy (KNDA) | Ministère des Affaires étrangères (Corée du Sud)                           |
| دولة الكويت                | المعهد الدبلوماسي سعود الناصر الصباح | وزارة الخارجية دولة الكويت                                                 |
| Royaume du Maroc           | Club Diplomatique Marocain | Ministère des Affaires étrangères (Maroc)                                  |
| República Panama           | Academia Diplomática Ernesto Castillero Pimentel | Ministerio de Relaciones Exteriores de la República de Panama              |
| República Paraguay         | Academia Diplomática y Consular - Carlos A. López | Ministère des Affaires étrangères (Paraguay)                               |
| República de Perú          | Academia Diplomática Javier Pérez de Cuéllar | Ministère des Affaires étrangères (Pérou)                                  |
| República Português        | Instituto Diplomática | Ministère des Affaires étrangères (Portugal)                               |
| دولة قطر                   | المعهد الدبلوماسي | وزارة الخارجية القطرية                                                     |
| Reino de España            | La Escuela Diplomática | Ministère des Affaires étrangères (Espagne)                                |
| Confédération suisse       | Le Centre de politique de sécurité, Genève (GCSP) | Le Conseil de Fondation (44 Etats + Canton de Genève)                      |
| République du Tchad        | Ministère des Affaires Etrangères et de l'Intégration Africaine de la République du Tchad                                                                          | Ministère des Affaires étrangères (Tchad)                                  |
| République de la Tunisie   | Institut Diplomatique de la Formation et des Études Diplomatiques                                                                                                  | Ministère des Affaires étrangères (Tunisie)                                |
| Republic of Turkey         | Diplomatic Academy (DIAB) | Ministère des Affaires étrangères (Turquie)                                |
| الإمارات العربية المتحدة   | الأكاديمية الدبلوماسية الإماراتية | وزارة الخارجية الإماراتية                                                  |
| Republic of Vietnam        | Diplomatic Academy of Vietnam | Ministère des Affaires étrangères (Viêt Nam)                               |